# Димитър Якимов
Димитър Николов Якимов – Митата е бивш български футболист, атакуващ полузащитник и нападател. Роден е на 12 август 1941 г. в село Шлегово, днес в Северна Македония. Заслужил майстор на спорта от 1965 г. Един от изявените български футболисти, с отлична техника, добри организаторски и реализаторски способности, коректен на терена. Най-успешният български футболист Христо Стоичков посочва Якимов като голямо вдъхновение в неговото детство. В своята кариера Якимов е защитавал цветовете на два клуба – Септември (София) и ЦСКА Септемврийско знаме.
През 2016 г. е член на надзорния съвет на ЦСКА.

## Кариера

### Септември
Димитър Якимов е роден в кратовското село Шлегово, тогава в Царство България. Чичо му, Никола Якимов, го води в София като съвсем малък. Израства в столичния квартал Коньовица, където от малък рита топката от сутрин до вечер. По-късно е привлечен в школата на Септември (София), там първи треньор му е Серги Йоцов. На 17 години започва да играе в мъжкия отбор на Септември. През сезон 1959/60 с клубния си тим печели националната купа, а в А група се класира на престижното пето място. По време на сезона записва на сметката си 21 мача и 10 гола.

### ЦСКА
През 1960 г. Якимов е привлечен в ЦДНА от наставника Крум Милев. Там остава до края на кариерата си през 1974 г. Един от най-почитаните играчи на българския футбол и на ЦСКА, понякога наричан „поетът на футбола“ за неговите дриблиращи умения. На клубно ниво, Якимов достигна полуфинал за КЕШ с ЦСКА през 1967 г. Шампион през 1961, 1962, 1966, 1969, 1971, 1972 и 1973 г., носител на купата през 1961, 1965, 1969, 1972, 1973 и 1974 г. с ЦСКА. Голмайстор на първенството през 1971 г. с 26 гола за ЦСКА. В А група е изиграл 287 мача и е вкарал 141 гола. В евротурнирите за ЦСКА има 32 мача и 12 гола (24 мача с 8 гола в КЕШ и 8 мача с 6 гола в КНК). Има 67 мача и 9 гола за националния отбор. През 1966 и 1967 г. попада в идеалната единадесетица на света на изданието „World Soccer“.
Кариера му е прекратена преждевременно в началото на 70-те, въпреки че той нито е контузен, нито със западащи умения.

### Национален отбор
Европейски шампион за юноши-старша възраст през 1959 г. Якимов играе решаваща роля във вероятно най-важните победи на българския национален отбор през 60-те години. Той отбелязва победния гол за България в последния мач на квалификациите за Световното първенство в Чили срещу Франция, игран на неутрален терен в Милано на 16.12.1961 г., осигурявайки на България първо участие в световен финален турнир. Четири години по-късно, отново в такъв мач и отново в Италия, на 28 декември 1965 г. във Флоренция, неговият прецизно дълъг пас преминава през цялата белгийска защита и достига до Георги Аспарухов на чиста позиция, за да осигури друга голяма победа, която изпраща България на финалите на Световното първенство в Англия. Участва на СП в Чили през 1962 г. (в 1 мач), СП в Англия през 1966 (в 3 мача), СП в Мексико през 1970 (в 2 мача), както и на олимпиадата през 1960 г.

## Треньор
Като треньор е работил в Олимпик (Тетевен), в Берковица, 4 години в Кипър и в Кувейт.

## Успехи

### Отборни
Септември (София)
- Купа на България (1): 1960

ЦСКА (София)
- А група (7): 1960/61, 1961/62, 1965/66, 1968/69, 1970/71, 1971/72, 1972/73
- Купа на България (6): 1961, 1965, 1969, 1972, 1973, 1974

### Индивидуални
- Голмайстор на А група (1): 1971 (26 гола)